# Cantó de Mayenne-Oest
El cantó de Mayenne-Oest és un cantó francès del departament del Mayenne, situat al districte de Mayenne. Té 8 municipis i part del de Mayenne.

## Municipis
- Alexain
- Contest
- Mayenne (part)
- Oisseau
- Parigné-sur-Braye
- Placé
- Saint-Baudelle
- Saint-Georges-Buttavent
- Saint-Germain-d'Anxure

## Història
| Data d'elecció                           | Identitat      | Partit                    | Qualitat |
| ---------------------------------------- | -------------- | ------------------------- | -------- |
| 1945-1986                                | Bertrand Denis | RI, després UDF           |          |
| 1986-2004                                | Claude Leblanc | PS, després Divers gauche |          |
| 2004-                                    | Michel Angot   | Divers gauche             |          |
| les dades anteriors no són pas conegudes |                |                           |          |
|                                          |                |                           |          |